# Juan Maria Schuver
Juan Maria Schuver (nacido como Joannes Maria Schuver) (Ámsterdam, 26 de febrero de 1852 - Tek, Sudán, agosto de 1883) fue un explorador neerlandés recordado por haber realizado algunos viajes por la región del actual Sudán.

## Biografía
Hijo de un rico comerciante, siendo joven Schuver viajó extensamente por Europa, Oriente Medio y el norte de África. A la edad de veintiún años trabajó como corresponsal para el diario neerlandés Algemeen Handelsblad, cubriendo los acontecimientos que tuvieron lugar en la tercera guerra carlista en España. Allí tomó el nombre de Juan en lugar de Jan. Posteriormente viajó a los Balcanes e informó de la guerra ruso-turca (1877-1878).  
En 1879 murió su padre y Schuver heredó una fortuna. En ese momento planeó realizar el sueño de su vida, emprender una expedición científica al interior de África. Se unió a la Royal Geographical Society de Londres y tomó clases sobre diversos temas, con el fin de prepararse para su próximo viaje.
En marzo de 1881 llegó a Jartum con un pequeño séquito y, posteriormente, pasó la mayor parte de los siguientes dos años realizando exploraciones por el sureste de Sudán, en particular, por la cuenca oriental del Nilo Blanco y las zonas montañosas que rodean el alto Nilo Azul. Observó con gran interés los aspectos políticos y sociales del sur de Sudán, e hizo importantes observaciones históricas y etnográficas sobre las diversas tribus que encontró. Fue el primer europeo que determinó que el etíope río Dabus y el sudanés río Yabus no eran el mismo río, como se creía, sino que se trataba de dos ríos diferentes, y en 1882 probó que era falso el rumor de que ambos ríos fluían desde el mismo lago de montaña.
En agosto de 1883, fue herido fatalmente por una lanza durante una escaramuza con los miembros de la tribu dinka en Tek, una aldea a dos días de viaje desde la guarnición de Meshra-el-Rek.
Schuver elaboró extensos cuadernos de apuntes durante la expedición, y los objetos recogidos durante su estancia en Sudán se encuentra ahora en el Museo Nacional de Etnología de Leiden.

## Obras sobre Juan Maria Schuver
- Juan Maria Schuvers Travels in North East Africa, 1880-83. Hakluyt Society, 1996.